# تربیت حیوانات

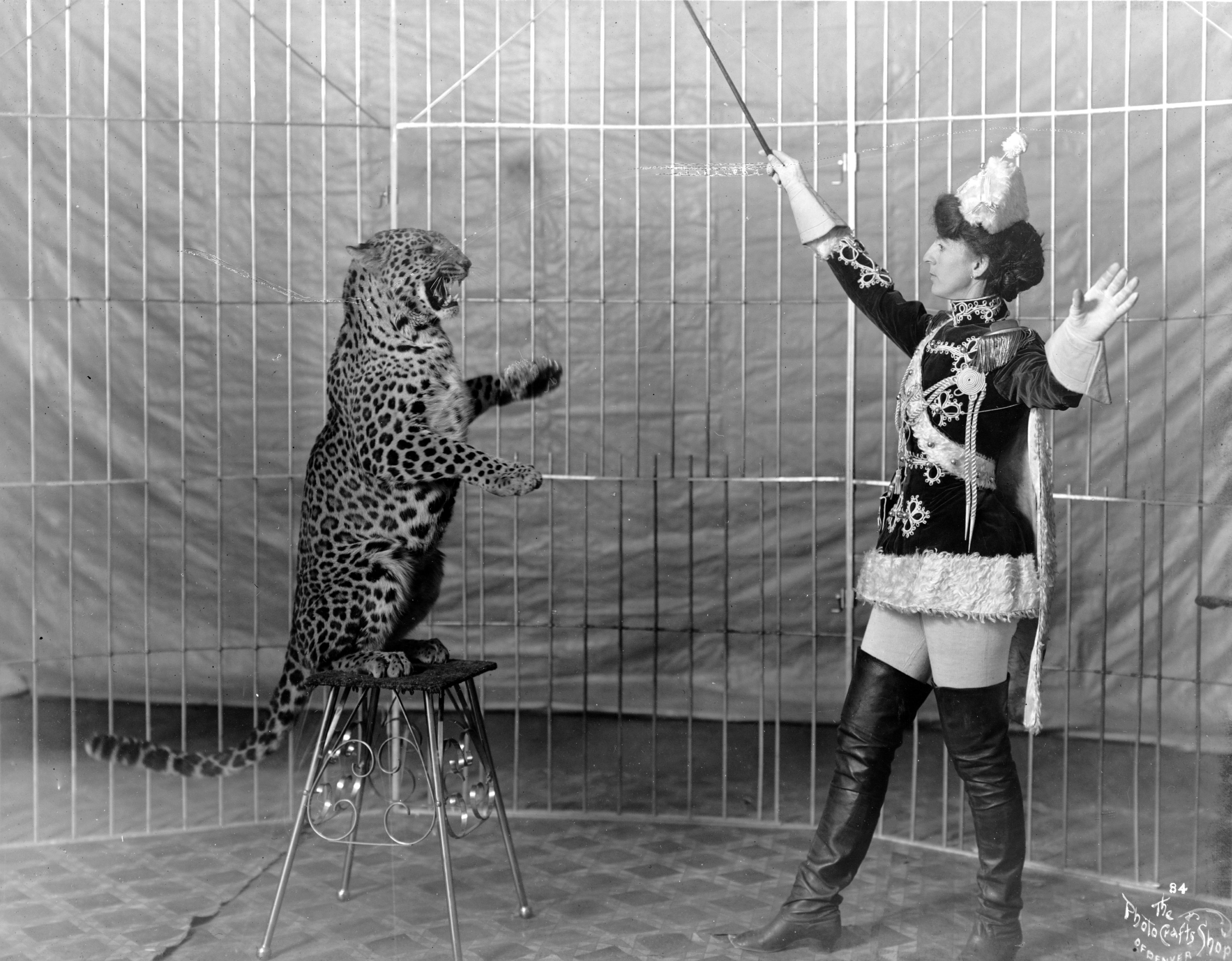
یک تعلیم دهنده در کنار پلنگ در اوایل قرن ۲۰ام

تربیت حیوانات یا دست آموز کردن آن‌ها اشاره به آموزش دادن حیوانات برای انجام واکنش در شرایط یا به محرک‌های خاص دارد. این آموزش‌ها می‌تواند برای اهداف خاصی نظیر مصاحبت، ردیابی، حفاظت، سرگرمی یا تمامی این موارد صورت گیرد.
یک مربی حیوانات بسته به واکنش‌های حیوان می‌تواند از روش‌های تشویقی یا تنبیهی استفاده کند. همچنین ممکن است برخی تعلیم دهندگان از دانش تجزیه تحلیل رفتار حیوانات یا شرطی‌شدن فعال برخوردار باشند، اما در حقیقت روش‌های متعددی برای آموزش وجود دارد که به تاییدیه‌های قانونی نیاز نداشته یا مورد تأیید هستند.